# Isidor Loewe

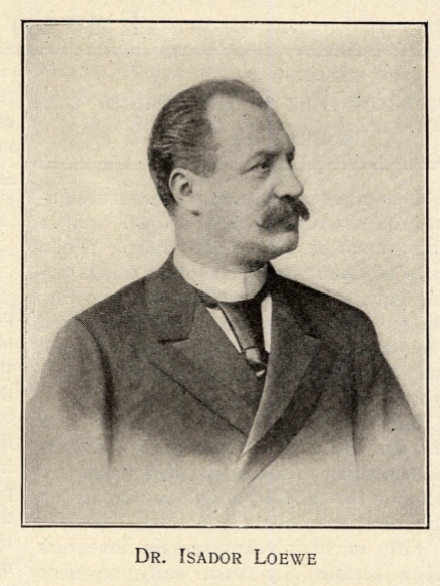
Isidor Loewe

Isidor Selmar Loewe (* 24. November 1848 in Heiligenstadt; † 27. August 1910 in Grunewald bei Berlin) war ein deutsch-jüdischer Unternehmer und alleiniger Direktor des Unternehmens Ludwig Loewe & Co.

## Leben

### Herkunft
Loewe war Sohn von Joseph Loewe (1800–1873) und dessen Ehefrau Adelheid Loewe geb. Levy. Zu seinen Geschwistern zählte Ludwig Loewe, späterer Reichstagsabgeordneter und Unternehmer.

### Karriere
Nach dem Abschluss des Gymnasiums absolvierte Loewe eine Lehre im Berliner Bankhaus F. W. Krause & Co. Im Jahr 1870 begleitete er seinen Bruder auf seine Reise in die Vereinigten Staaten, wo er Eindrücke im Wirtschafts- und Finanzleben sammelte. Nach seiner Rückkehr ging er zur Ostdeutschen Bank in Posen und war dann Direktor der Posener Spritfabrik. 1875 wurde er von seinem Bruder als Prokurist in seinem Unternehmen Ludwig Loewe & Co. eingesetzt. Bis zum Jahr 1878 stieg er zum zweiten persönlich haftenden Gesellschafter auf.
Nach dem Tod seines Bruders im Jahr 1886 übernahm Loewe die Unternehmensleitung und konzentrierte sich auf den Ausbau der Waffenproduktion; zahlreiche Produktionsstätten für Handfeuerwaffen und Munition entstanden so. 1887 wandelte er das Unternehmen in eine Aktiengesellschaft um und kaufte Aktien der Mauser-Werke in Oberndorf am Neckar für zwei Millionen Mark. Dadurch übernahm er den Vorsitz des Aufsichtsrats bei Mauser. Im selben Jahr erhielten Mauser und Loewe einen Auftrag von der osmanischen Regierung für eine Lieferung von 500.000 Mauser-Gewehren, die Munition sollte aber vom Konkurrenten Deutsche Metallpatronenfabrik Lorenz in Karlsruhe geliefert werden. Zusammen mit dem Pulverfabrikanten Max Duttenhofer konnten die beiden genug Druck auf den Unternehmer Wilhelm Lorenz ausüben, dass er sein Unternehmen an die beiden verkaufte. Die beiden wandelten es in eine Aktiengesellschaft um und teilten sich die Aktien. Im Jahr 1889 kontrollierte Loewe neben Krupp fast die komplette Rüstungsindustrie. Im selben Jahr beteiligte er sich mit 50 Prozent an der Fabrique Nationale d`Armes et du Guerre (FN) in Herstal in Belgien.
Kurz darauf vereinte Loewe seine Produktionsstätten zur Deutsche Waffen- und Munitionsfabriken AG mit Sitz in Berlin, die zu einem der profitabelsten Rüstungsunternehmen im gesamten Deutschen Reich wurde.

### Familie
Loewe heiratete 1879 Julie, eine Tochter des jüdischen Berliner Unternehmers Valentin Manheimer (1815–1889). Zusammen hatte sie mehrere Kinder:
- Sophie Alice (1880–1944) ⚭ Oskar Oliven (1870–1939)
- Ludwig Arthur Valentin Loewe (1889–1911)
- Erich Valentin Loewe (1890–1962)
- Otto Hellmuth Günther Loewe (1892–1893)
- Egon Loewe (1896–1968)